# Фридрих фон Алвенслебен (генерал)
Фридрих фон Алвенслебен (на немски; * 7 август 1837, дворец Ветериц, част от Гарделеген; † 5 октомври 1894, Хановер) е граф от род Алвенслебен в Алтмарк в Саксония-Анхалт, пруски генерал-лейтенант.

## Биография
Той е по-малък син (от 13 деца) на камерхер граф Фридрих Вилхелм Август фон Алвенслебен-Изеншнибе (1798 – 1853) и съпругата му Августа Фридерика Вилхелмина Шарлота фон дер Остен-Закен (1804 – 1890), дъщеря на Кристиан Фридрих Август Бернхард Лудвиг фон дер Остен-Закен (1778 – 1861) и графиня Амалия Луиза Мариана фон Хойм-Дройсиг (1763 – 1840). Майка му е придворна дама на Мария Анна фон Анхалт-Десау, принцеса на Кралство Прусия. Близнак е на Август фон Алвенслебен (1837 – 1870, убит при Марс ла Тур). Най-малкият му брат е генерал-лейтенант Алкмар фон Алвенслебен (1841 – 1898). Баща му е от 1840 г. наследствен „граф на Алвенслебен-Изеншнибе цу Ветеритц“.
Фридрих фон Алвенслебен влиза в пруската войска на 2 май 1856 г. и края на декември 1857 г. е „секуде“-лейтенант. През март 1869 г. е хауптман и шеф на компания и участва през 1870/1871 г. във войната срещу Франция. Той получава Железен кръст II. класа и други ордени. В средата на януари 1879 г. става майор, от 1888 г. е полковник и командир на регимент. На 20 октомври 1891 г. той е генерал-майор и командир. През януари 1894 г. получава „Ордена на Червения орел“ II. класа и става генерал-лейтенант на 14 май 1894 г. при напускането му.
Фридрих фон Алвенслебен умира неженен и бездетен на 5 октомври 1894 в Хановер.